# Pokrovsk (Ukrajina)
Pokrovsk (ukr. Покровськ) industrijski je i rudarski grad u Donjeckoj oblasti u istočnoj Ukrajini s 60 127 stanovnika (2022.)
Leži na obalama rijeke Hrišinke, koja se ulijeva u Samaru preko Bijka. Grad se nalazi na autocesti M 04, dionici europske ceste 50, 57 km sjeverozapadno od središta Donjecke oblasti i 7 km zapadno od Mirnohrada.

## Povijest
Osnovano 1875. kao Grišino, naselje je 1934. godine preimenovano u Postiševo u čast političara Pavla Postiševa. Godine 1938., kada je Postišev pao u nemilost i uhićen, ime grada promijenjeno je u Krasnoarmijsk („Grad Crvene armije”), a grad je u isto vrijeme dobio gradska prava.
Wehrmacht je okupirao grad 21. listopada 1941. tijekom Operacije Barbarossa. U veljači 1943. vodila se bitka za grad koja je trajala dvanaest dana. U noći s 10. na 11. veljače 1943. Krasnoarmijsk je zauzeo sovjetski 4. gardijski tenkovski korpus. Nakon ponovna zarobljavanja SS-ove divizije »Viking« uz potporu 333. pješačke i 7. tenkovske divizije, 18. veljače 1943. otkriveni su brojni mrtvaci koji su pokazivali znakove sakaćenja i zlostavljanja.
Dana 23. veljače 1943. grad je ponovno potpuno pod njemačkom kontrolom sve do oslobođenja Crvene armije 8. rujna 1943. godine. Grad je pod oblasnom upravom od siječnja 1963. Dana 12. svibnja 2016. ime je promijenjeno u Pokrovsk u sklopu dekomunizacije u Ukrajini.
Pokrovsk je od strateške važnosti u Rusko-ukrajinskom ratu. S jedne strane, kao upravno središte i prometno čvorište, ključan je za opskrbu drugih gradova u Donbasu pod ukrajinskom kontrolom te ga ukrajinska vojska stoga koristi kao logističko središte. S druge strane, njegov geografski položaj omogućuje brze vojne pokrete. U kolovozu 2024. grad je pozvao svoje civilno stanovništvo na napuštanje grada u pozadini ruskih kopnenih snaga koje su se približavale s istoka-jugoistoka.